# Googleplex
Googleplex（グーグルプレックス）はアメリカ合衆国カリフォルニア州マウンテンビューにあるGoogle本社の愛称。愛称のGoogleplexは、1010100を意味するグーゴルプレックス（googolplex）に由来している。

## 概要
完成当時はシリコングラフィックスの本社であった。総面積は約506,317 ft2（＝47,038 m2）。建物は2003年にGoogleがリースし、その後2006年に同社が3億1900万ドルで買収した。
買収後、DEGWとClive Wilkinson Architectsの設計により改装工事が行われ、現在の姿となった。改装に当たっては、マイクロソフトの本社が大学の「キャンパス」を意識した設計であるのに対し、Googleは「ブティックホテル」を意識した「街の広場」のような雰囲気となるよう設計した。改装後の建物は、アメリカ建築家協会賞を受賞している。
本社内にはオフィスのほか、公園、世界の料理を提供する無料の社員食堂、フィットネスジムやサウナなども完備されている。屋根には9,212枚のシャープ製太陽電池が取り付けられており、建物が必要とする電力の約30%をまかなっている。

## ギャラリー

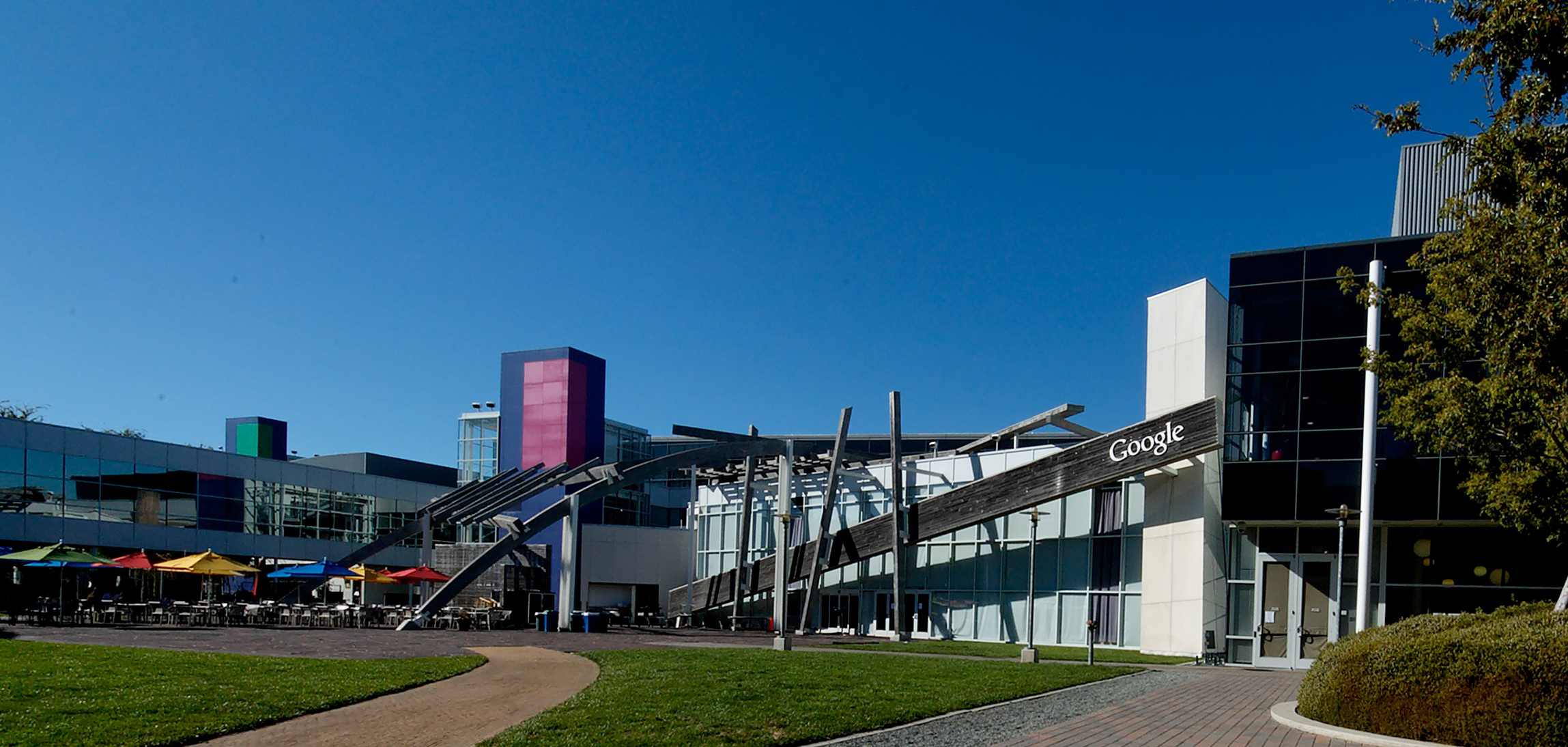
Googleplex中庭
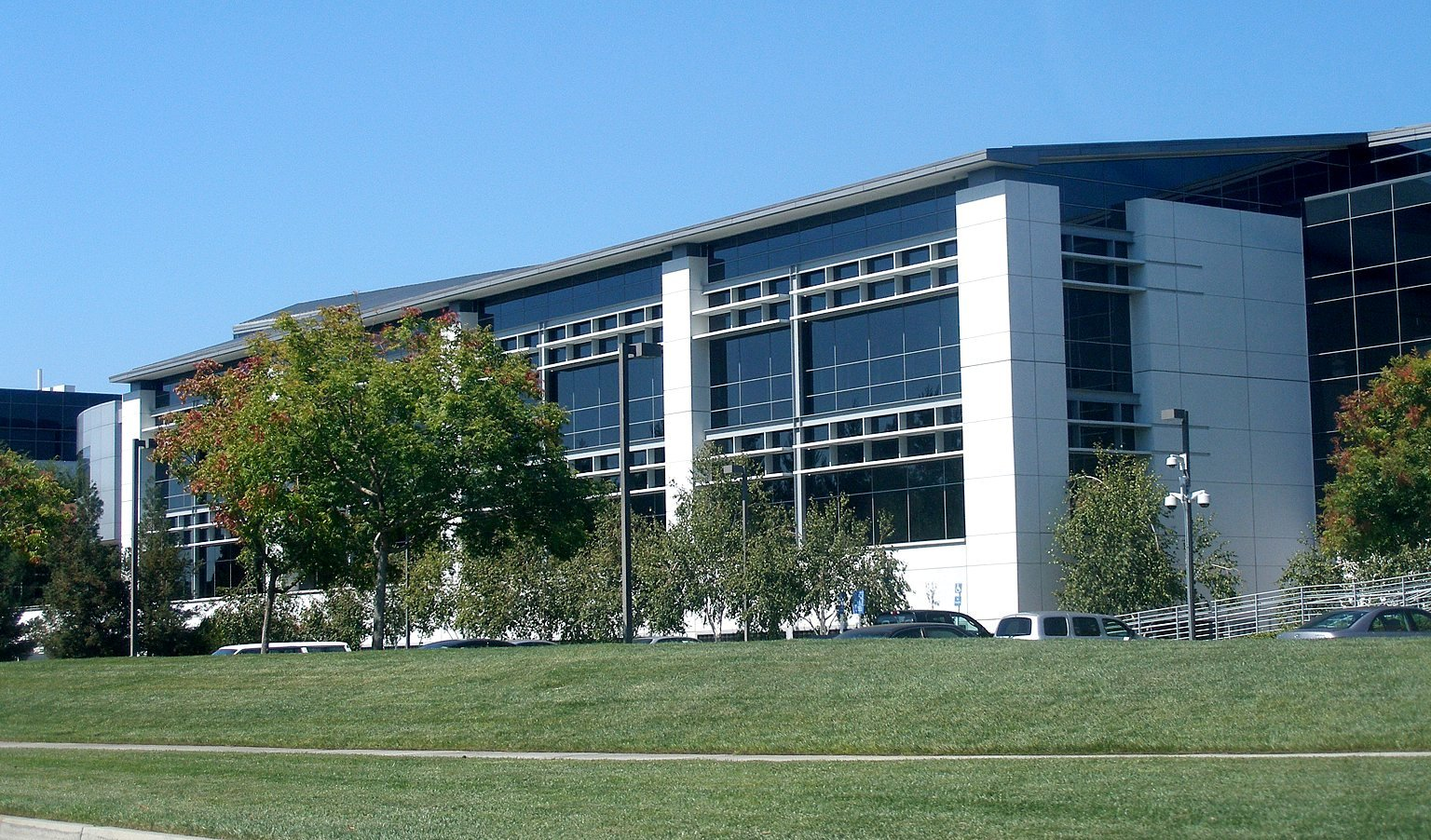
Googleplex南側

## 周辺
- ショアライン・アンフィシアター（英語版）